# Carlo di Navarra
Carlo d'Albret (Pau, 12 dicembre 1510 – Napoli, 19 settembre 1528) fu un principe navarrino.
Fu il settimo figlio maschio del re Giovanni III di Navarra e di Caterina di Foix. Suo padre fu il primo re di Navarra della dinastia Albret.
Alla morte di Giovanni III nel 1516, ereditò la corona il fratello maggiore di Carlo, Enrico. L'anno dopo morì anche la regina.
Fino a quando suo fratello Enrico II non ebbe la figlia Giovanna, nata nel 1528 dal matrimonio con Margherita di Valois-Angoulême, Carlo fu il legittimo erede al trono.
Contro il potere dell'imperatore Carlo V, anche la Navarra aderì alla Lega di Cognac.
Il principe Carlo andò a combattere per la Navarra contro l'esercito imperiale, ma durante l'assedio di Napoli nel 1528 venne fatto prigioniero e morì il 19 settembre dello stesso anno.
Sempre nel 1528 nacque anche sua nipote, la principessa Giovanna, destinata a succedere al padre come Giovanna III di Navarra.

## Ascendenza
|                         |                    |                                 | Genitori                         |  |  | Nonni |  |  | Bisnonni            |  |  | Trisnonni         |  |
|                         |                    |                                 |                                  |  |  |       |  |  | Giovanni I d'Albret |  |  | Carlo II d'Albret |  |
|                         |                    |                                 |                                  |  |  |       |  |  | Giovanni I d'Albret |  |  | Carlo II d'Albret |  |
|                         |                    | Anna d'Armagnac                 |                                  |  |  |       |  |  | Giovanni I d'Albret |  |  |                   |  |
| Alain I d'Albret        |                    |                                 |                                  |  |  |       |  |  | Giovanni I d'Albret |  |  |                   |  |
|                         |                    | Catherine de Rohan              | Alain IX de Rohan                |  |  |       |  |  |                     |  |  |                   |  |
|                         |                    | Catherine de Rohan              | Alain IX de Rohan                |  |  |       |  |  |                     |  |  |                   |  |
|                         |                    | Catherine de Rohan              | Margherita di Bretagna           |  |  |       |  |  |                     |  |  |                   |  |
| Giovanni III di Navarra |                    | Catherine de Rohan              |                                  |  |  |       |  |  |                     |  |  |                   |  |
|                         |                    | Guillaume de Châtillon de Blois | Jean I de Châtillon              |  |  |       |  |  |                     |  |  |                   |  |
|                         |                    | Guillaume de Châtillon de Blois | Jean I de Châtillon              |  |  |       |  |  |                     |  |  |                   |  |
|                         |                    | Guillaume de Châtillon de Blois | Marguerite de Clisson            |  |  |       |  |  |                     |  |  |                   |  |
| Françoise de Châtillon  |                    | Guillaume de Châtillon de Blois |                                  |  |  |       |  |  |                     |  |  |                   |  |
|                         |                    | Isabelle de La Tour d'Auvergne  | Bertrand V de La Tour d'Auvergne |  |  |       |  |  |                     |  |  |                   |  |
|                         |                    | Isabelle de La Tour d'Auvergne  | Bertrand V de La Tour d'Auvergne |  |  |       |  |  |                     |  |  |                   |  |
|                         |                    | Isabelle de La Tour d'Auvergne  | Jacquette Du Peschin             |  |  |       |  |  |                     |  |  |                   |  |
| Carlo di Navarra        |                    | Isabelle de La Tour d'Auvergne  |                                  |  |  |       |  |  |                     |  |  |                   |  |
|                         | Gastone IV di Foix | Giovanni I di Foix              |                                  |  |  |       |  |  |                     |  |  |                   |  |
|                         | Gastone IV di Foix | Giovanni I di Foix              |                                  |  |  |       |  |  |                     |  |  |                   |  |
|                         | Gastone IV di Foix | Giovanna di Navarra             |                                  |  |  |       |  |  |                     |  |  |                   |  |
| Gastone di Foix-Navarra | Gastone IV di Foix |                                 |                                  |  |  |       |  |  |                     |  |  |                   |  |
|                         |                    | Eleonora di Navarra             | Giovanni II d'Aragona            |  |  |       |  |  |                     |  |  |                   |  |
|                         |                    | Eleonora di Navarra             | Giovanni II d'Aragona            |  |  |       |  |  |                     |  |  |                   |  |
|                         |                    | Eleonora di Navarra             | Bianca I di Navarra              |  |  |       |  |  |                     |  |  |                   |  |
| Caterina di Navarra     |                    | Eleonora di Navarra             |                                  |  |  |       |  |  |                     |  |  |                   |  |
|                         |                    | Carlo VII di Francia            | Carlo VI di Francia              |  |  |       |  |  |                     |  |  |                   |  |
|                         |                    | Carlo VII di Francia            | Carlo VI di Francia              |  |  |       |  |  |                     |  |  |                   |  |
|                         |                    | Carlo VII di Francia            | Isabella di Baviera              |  |  |       |  |  |                     |  |  |                   |  |
| Maddalena di Valois     |                    | Carlo VII di Francia            |                                  |  |  |       |  |  |                     |  |  |                   |  |
|                         |                    | Maria d'Angiò                   | Luigi II d'Angiò                 |  |  |       |  |  |                     |  |  |                   |  |
|                         |                    | Maria d'Angiò                   | Luigi II d'Angiò                 |  |  |       |  |  |                     |  |  |                   |  |
|                         |                    | Maria d'Angiò                   | Iolanda di Aragona               |  |  |       |  |  |                     |  |  |                   |  |
|                         |                    | Maria d'Angiò                   |                                  |  |  |       |  |  |                     |  |  |                   |  |